# Panamerikanische Spiele 2011/Leichtathletik – 400 m Hürden der Frauen
Der 400-Meter-Hürdenlauf der Frauen bei den Panamerikanischen Spielen 2011 fand am 24. und 26. Oktober im Telmex Athletics Stadium in Guadalajara statt.
13 Athletinnen aus elf Ländern nahmen an dem Wettbewerb teil. Die Goldmedaille gewann Princesa Oliveros nach 56,26 s, Silber ging an Lucy Jaramillo mit 56,95 s und die Bronzemedaille sicherte sich Yolanda Osana mit 57,08 s.

## Rekorde
Vor dem Wettbewerb galten folgende Rekorde:
| Weltrekord        | Julija Petschonkina | 52,34 s | Tula, Russland                              | 8. August 2003 |
| Rekord der Spiele | Daimí Pernía        | 53,44 s | Panamerikanische Spiele in Winnipeg, Kanada | 28. Juli 1999  |

## Vorläufe
Aus den zwei Vorläufen qualifizierten sich die jeweils drei Ersten jedes Laufes – hellblau unterlegt – und zusätzlich die zwei Zeitschnellsten – hellgrün unterlegt – für das Finale.

### Lauf 1
24. Oktober 2011, 15:50 Uhr
| Platz | Bahn | Athletin          | Land               | Zeit (s)    |
| ----- | ---- | ----------------- | ------------------ | ----------- |
| 1     | 8    | Princesa Oliveros | Kolumbien          | 57,55 PB    |
| 2     | 6    | Lucy Jaramillo    | Ecuador            | 58,54 PB    |
| 3     | 7    | Takecia Jameson   | Vereinigte Staaten | 58,68       |
| 4     | 4    | Karla Saviñón     | Mexiko             | 59,00       |
| 5     | 3    | Sheryl Morgan     | Jamaika            | 59,59       |
| 6     | 2    | Katrina Seymour   | Bahamas            | 1:00,34 min |
| 7     | 5    | Jessica Aguilera  | Nicaragua          | 1:03,75 min |

### Lauf 2
24. Oktober 2011, 15:58 Uhr
| Platz | Bahn | Athletin          | Land                    | Zeit (s)    |
| ----- | ---- | ----------------- | ----------------------- | ----------- |
| 1     | 2    | Sharolyn Scott    | Costa Rica              | 57,23 PB    |
| 2     | 8    | Mackenzie Hill    | Vereinigte Staaten      | 57,82       |
| 3     | 3    | Yolanda Osana     | Dominikanische Republik | 57,86       |
| 4     | 6    | Jailma de Lima    | Brasilien               | 58,29       |
| 5     | 5    | Déborah Rodríguez | Uruguay                 | 1:00,72 min |
| 6     | 7    | Rushell Clayton   | Jamaika                 | 1:03,44 min |

## Finale
26. Oktober 2011, 18:40 Uhr
| Platz | Bahn | Athletin          | Land                    | Zeit (s) |
| ----- | ---- | ----------------- | ----------------------- | -------- |
|       | 6    | Princesa Oliveros | Kolumbien               | 56,26 PB |
|       | 5    | Lucy Jaramillo    | Ecuador                 | 56,95 PB |
|       | 7    | Yolanda Osana     | Dominikanische Republik | 57,08 PB |
| 4     | 3    | Sharolyn Scott    | Costa Rica              | 57,40    |
| 5     | 2    | Jailma de Lima    | Brasilien               | 57,71    |
| 6     | 8    | Takecia Jameson   | Vereinigte Staaten      | 57,89    |
| 7     | 4    | Mackenzie Hill    | Vereinigte Staaten      | 58,08    |
| 8     | 1    | Karla Saviñón     | Mexiko                  | 58,57    |